# پلیدن
پلیدن (به انگلیسی: Playden) یک روستا و محله مدنی در بریتانیا است که در Rother واقع شده‌است. پلیدن ۱۶٫۶ کیلومتر مربع مساحت و ۳۴۰ نفر جمعیت دارد.